# ヴァラー級フリゲート
ヴァラー級フリゲート（英語: Valour class frigate）は、南アフリカ共和国海軍のフリゲートの艦級。

## 設計

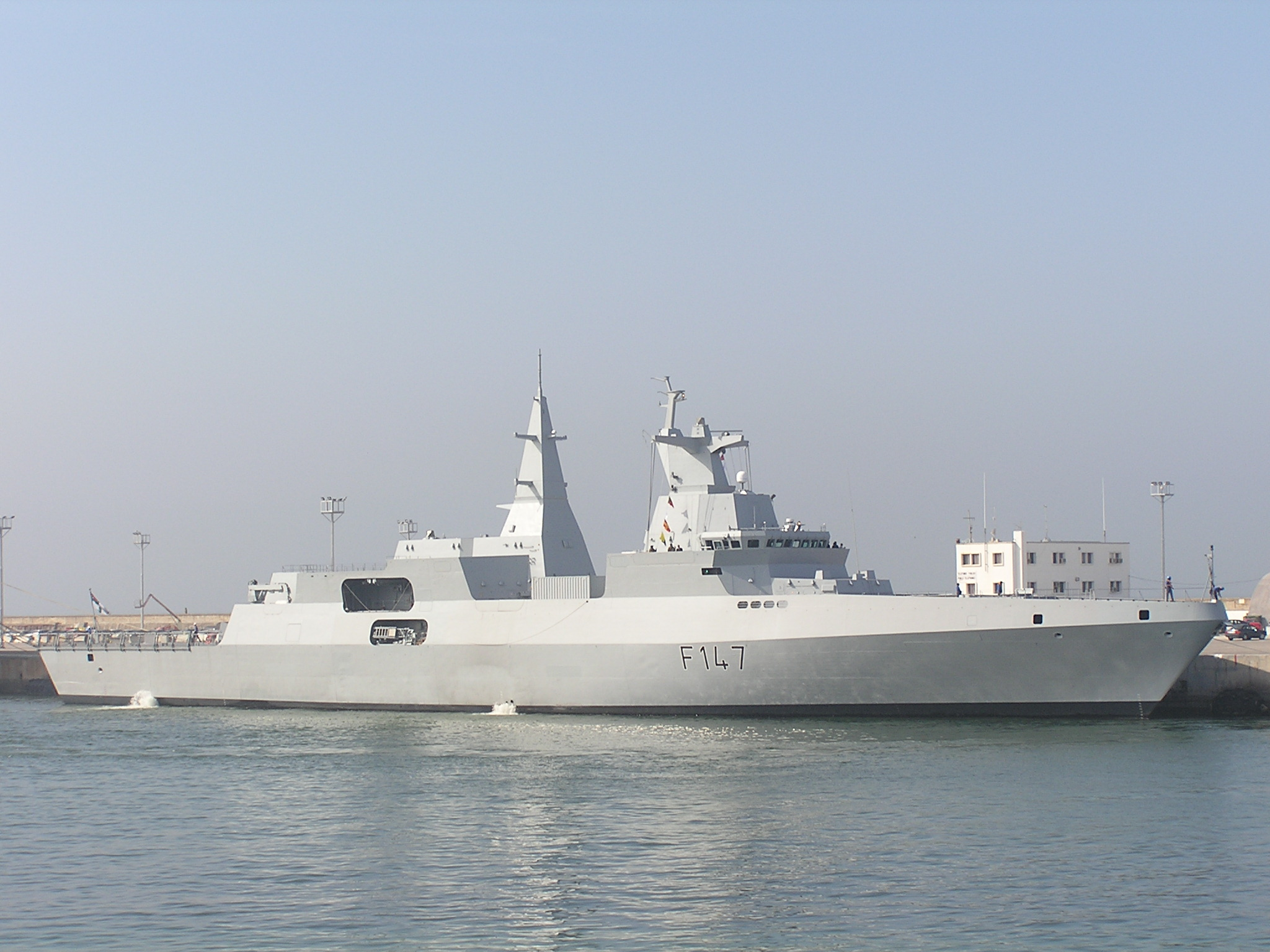
艤装前の「スピオエンコプ」

本級は、ドイツのブローム・ウント・フォス社によるMEKO A-200型フリゲートの設計を採用しており、MEKO A-200 SAN型と称される。
船型は長船首楼型で、レーダー反射断面積（RCS）の低減に配慮したXフレームと称される設計が採用されている。また煙突を廃し、排気は冷却のうえで艦尾より行われていることから、赤外線シグネチュアも低減されているほか、バルバス・バウの付与により水中放射雑音の低減も図られており、全スペクトラムでのステルス性の向上が志向されている。ただし2010年8月には、ネームシップにおいて、センサーの誤作動によって排気系より海水の侵入を許し、機関部の損傷事故が生じた。
主機方式は特徴的で、CODAG-WARP（WAter jet and Refined Propellers）と称される方式を採用している。これは、巡航時には左右のディーゼルエンジンによってスクリュープロペラを駆動し、高速発揮時には、これに加えて中央のガスタービンエンジンによるウォータージェット推進を使用するという方式である。スクリュープロペラは可変ピッチ・プロペラであるが、負荷に応じて、エンジンの回転数と翼角の双方を自動制御しており、特にリファインド・プロペラと称される。
電源としては、MTUフリードリヒスハーフェン製ディーゼルエンジンを原動機とする発電機（出力550キロワット）が4セット搭載された。

## 装備
主な電装品はタレス・グループ製が採用され、戦術情報処理装置はTAVITAC-NTとされている。主センサーとしてはCバンドの3次元レーダーであるMRR-3D NGが搭載されており、アンテナは前檣に配されている。またソナーも同社製のキングクリップであり、こちらは艦首直後のハル・ドームに収容されて搭載された。
個艦防空ミサイルとしては、同国のデネル・エアロスペース・システムズ社製ウムコントを搭載した。発射機としては、艦橋直前に8セルのVLSを4基配置している。また火器管制レーダーとしては、やはり同国のローテック社製のRTS-6400を艦橋構造物上と後部上部構造物上に1基ずつ配している。艦対艦ミサイルは、エグゾセMM40 ブロックIIを4連装発射筒2基に収容して、艦橋構造物直後の中部甲板に搭載した。
艦砲としては、オート・メラーラ社製76mmコンパット砲を搭載したが、これは退役艦からの流用である。また後部上部構造物の後端部にデネルDPG 35mm連装機銃も搭載された。
ハンガーは、アトラス オリックス（アエロスパシアル ピューマの南アフリカ版発展型）なら1機、より小型のアグスタウェストランド リンクスなら2機収容できる。搭載定数はスーパー・リンクス1機である。

## 同型艦一覧
1999年12月3日、4隻およびオプション1隻の建造契約が締結された。ブローム・ウント・フォス社ハンブルク造船所でF145とF147、ホヴァルツヴェルケ＝ドイツ造船社キール造船所でF146とF148の計4隻が建造され、2006年から2007年にかけて就役した。
| #    | 艦名                          | 起工        | 進水        | 就役           |
| ---- | ----------------------------- | ----------- | ----------- | -------------- |
| F145 | アマトラ SAS Amatola          | 2001年 8月  | 2002年 6月  | 2006年 2月16日 |
| F146 | イサンドルワナ SAS Isandlwana | 2001年 10月 | 2002年 12月 | 2006年 7月     |
| F147 | スピオエンコプ SAS Spioenkop  | 2002年 2月  | 2003年 8月  | 2007年 2月     |
| F148 | メンディ SAS Mendi            | 2002年 6月  | 2003年 10月 | 2007年 3月     |